# Bohechío (municipio)
Bohechío es un municipio de la República Dominicana, que está situado en la provincia de San Juan.

## Toponimia
Los primeros pobladores nombraron Buí a este municipio, nombre que se tomó como referencia por una de sus altas lomas Cocobuí, más tarde le cambiaron el nombre tanto al pueblo como a dicha loma, pasó de ser llamado Buí a Bohechío en honor al cacique que habitaba estas tierras en sus orígenes y que tenía su dominio en el territorio llamado Xaragua.

## Geografía física
Las precipitaciones máximas se presentan en los meses de abril a octubre, siendo septiembre el mayor con un promedio de 155,3 mm y la menor en diciembre (116 mm), con un promedio anual de 939,8 mm. En cuanto a los días de lluvia normal tenemos un promedio anual de 75,3 días, siendo los meses más lluviosos los de abril a diciembre donde el más lluvioso septiembre con 10,6 días. Los menos lluviosos son los de enero (1,8 días) y diciembre (1,9 días). 
- Con referencia a la temperatura, la mínima normal (de noviembre a marzo), tiene un promedio al año de 17,4 °C. La media normal (de marzo a oct.), un promedio al año de 24,5 °C y la máxima normal (de marzo a oct.), un promedio al año de 31,5 °C, su tipo de clima es tropical de altitud.
- La humedad relativa promedia 70,9 % al año, siendo marzo el mes con menos humedad (68,6 %) y octubre el que más tiene (74,1 %).
- El mes que tiene más horas de sol es julio con 257,7 h y el que tiene menos es octubre (221,2 h). Estos datos se toman a partir de que el día está soleado, sin nubosidades que interfieran con el aparato que mide las horas de sol.
- La velocidad del viento anual es de 8,2 km/h. Junio es el mes que tiene mayor velocidad (10 km/h) y octubre el que menos tiene (7 km/h). La dirección de viento predominante es la SE en casi todos los meses del año, a excepción de enero, sept. y oct. cuya dirección es del E y noviembre que es del NW.

## Localización y accesos
Se encuentra localizado al noreste del km 25 de la carretera Azua - San Juan a una distancia de 26,5 km; y a 43 km de la provincia de San Juan, a 205 km de la ciudad capital, y a 92 km de la provincia de Azua; enclavado entre montañas, al pie de la Cordillera Central. Tiene una extensión territorial de 428.33 km² (aproximadamente un 12 % de la extensión territorial de la provincia de San Juan).

## Límites
Municipios limítrofes:
|                 | Norte: San José de las Matas y La Vega |                                 |
| Oeste: San Juan |                                        | Este: La Vega y Padre Las Casas |
|                 | Sur: Padre Las Casas                   |                                 |

## Distritos municipales
Está formado por los distritos municipales de:
| Nombre      | Código   |
| ----------- | -------- |
| Bohechío    | 07220201 |
| Arroyo Cano | 07220202 |
| Yaque       | 07220203 |

## Historia
No fue hasta una legislación celebrada el 24 de julio de 1942 cuando se le cambió el nombre de Buí a Bohechío en honor al Cacique y se eleva a sección de la provincia de San Juan ya que para ese entonces pertenecía a la provincia de Azua. 
En el año 1966 el presidente Joaquín Balaguer somete al Congreso Nacional la ejecución de Distrito Municipal y en el 1974 es declarado Municipio. 
La urbanización de este pueblo comenzó a raíz de la dictadura de Trujillo, con la voluntad de los alcaldes de la época entre los que se destacaron los señores el Nardo Piña, Maximino Castillo, Emitelio de León, entre otros, siendo Maximino Castillo el primer síndico designado por las autoridades provinciales, cuando la sección fue elevada a Municipio. 
El nacimiento de Bohechío se remonta a los años 1860-1881, esto surge al producirse la revolución de Luis Felipe Vidal, en esta época la población rural no tenía paradero fijo, debido a la constante peregrinación y a los saqueos y atracos que se cometían. Esto obligaba a las personas a emigrar a las partes más remotas y montañosas. 
En estas condiciones llegaron a Buí los señores Anastasio Piña, María Galván, Teleforo Santana, Celedonio y Alberto Luciano, Manuel Piña, Rafael Luciano, Secuandino Luciano, Octavio Piña, Chago Piña, Orfelina Recio, Lolo Durán, Marcelo Brioso, Rosa Elvira de León y las familias Beltré y Adames. 
El Tocón fue el primer barrio que se fundó. Se cuenta que un día el señor Anastasio Piña estaba haciendo una diligencia y cuando llega de regreso a la casa su esposa le comunica que ya tenía vecinos, tiempo después Anastasio le desbarató la casa a hachazos a su nuevo vecino, quedando los tocones de la madera, de ahí se origina el nombre del barrio.
El segundo barrio que se formó fue el Manguito, cuando un hijo de Anastasio se mudó en unos predios donde construyó una casa, y en los alrededores sembró varias matas de mangos.

## Demografía
La población es de 10 638 habitantes con una densidad demográfica de 22 hab./km² aproximadamente. Según el censo de 2003, es de 5616 varones, y 5022 hembras, en la zona urbana habitan 3583.  En el casco urbano aproximadamente hay 611 familias, con un promedio de 4-7 miembros por familias. 

## Nivel socioeconómico
El nivel adquisitivo oscila entre $1500 y $3500. El idioma que se habla en esta comunidad es el castellano. El índice de pobreza, y de desempleo es alto.